# Secretaría del Trabajo y Previsión Social

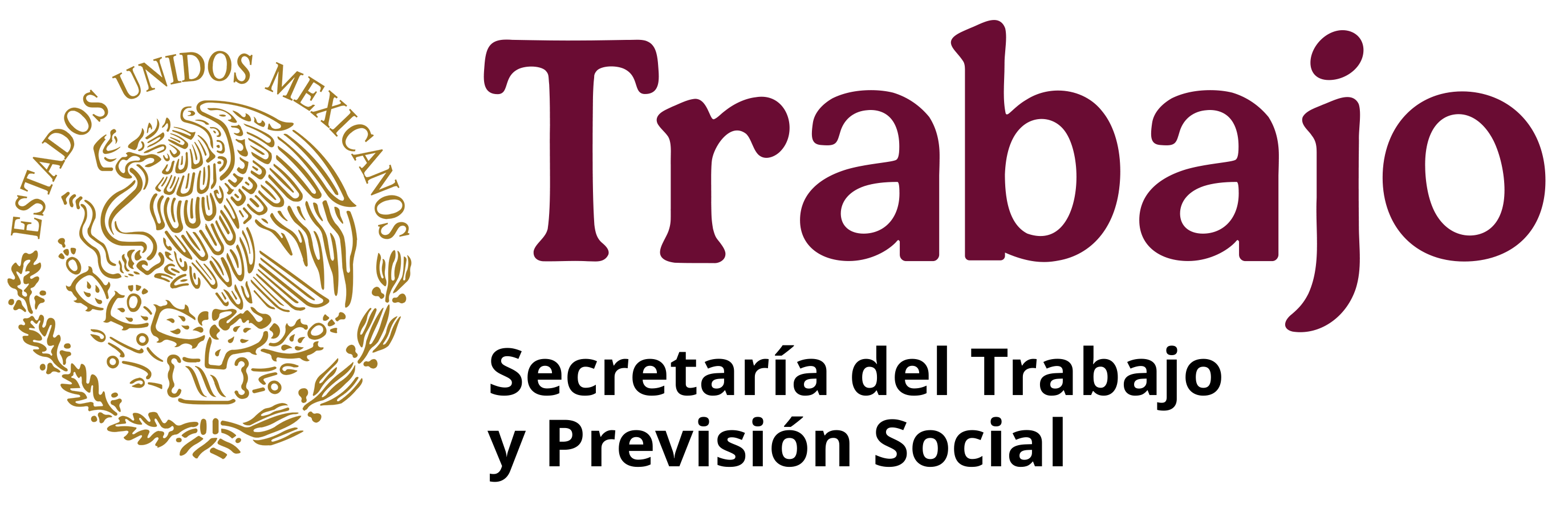
STPS

Das Secretaría del Trabajo y Previsión Social (STPS) ist das politische „Sekretariat (der Regierung) für Arbeit und soziale Fürsorge“ in Mexiko. Als Sekretariat der Regierung ist es vergleichbar mit einem Arbeitsministerium.
Das STPS gliedert sich in drei Untersekretariate für „Arbeit, soziale Absicherung und Fürsorge“ (Trabajo, Seguridad y Previsión Social), „Beschäftigung und Arbeitspolitik“ (Empleo y Política Laboral) und „Humane Weiterentwicklung produktiver Arbeit“ (Desarrollo Humano para el Trabajo Productivo). Ebenfalls gehört der Oficialía Mayor zum STPS, dem die Generaldirektion für Informatik und Telekommunikation untersteht.
Dem STPS ist die „Bundesverwaltung für Arbeitsschutz“ (Procuraduría Federal de Defensa del Trabajo) sowie der „Bundesrat für Schlichtung und Schiedsverfahren“ (Junta Federal de Conciliación y Arbitraje) unterstellt.

## Bisherige Sekretäre
Das Amt eines „Secretario“ / einer „Secretaria“ der Regierung in Mexiko ist vergleichbar mit dem eines Ministers einer Staatsregierung.
| Amtsinhaber                                           | Amtszeit                                              | Präsident                                             | Zeitraum                                              |
| Secretario / Secretaria de Trabajo y Previsión Social | Secretario / Secretaria de Trabajo y Previsión Social | Secretario / Secretaria de Trabajo y Previsión Social | Secretario / Secretaria de Trabajo y Previsión Social |
| ----------------------------------------------------- | ----------------------------------------------------- | ----------------------------------------------------- | ----------------------------------------------------- |
| Ignacio García Téllez                                 | 1941–1946                                             | Manuel Ávila Camacho                                  | 1940–1946                                             |
| Andrés Serra Rojas                                    | 1946–1948                                             | Miguel Alemán Valdés                                  | 1946–1952                                             |
| Manuel Ramírez Vázquez                                | 1948–1952                                             | Miguel Alemán Valdés                                  | 1946–1952                                             |
| Adolfo López Mateos                                   | 1952–1957                                             | Adolfo Ruiz Cortines                                  | 1952–1958                                             |
| Salomón González Blanco                               | 1957–1958                                             | Adolfo Ruiz Cortines                                  | 1952–1958                                             |
| Salomón González Blanco                               | 1958–1964                                             | Adolfo López Mateos                                   | 1958–1964                                             |
| Salomón González Blanco                               | 1964–1970                                             | Gustavo Díaz Ordaz                                    | 1964–1970                                             |
| Rafael Hernández Ochoa                                | 1970–1972                                             | Luis Echeverría                                       | 1970–1976                                             |
| Porfirio Muñoz Ledo                                   | 1972–1975                                             | Luis Echeverría                                       | 1970–1976                                             |
| Carlos Gálvez Betancourt                              | 1975–1976                                             | Luis Echeverría                                       | 1970–1976                                             |
| Pedro Ojeda Paullada                                  | 1976–1981                                             | José López Portillo                                   | 1976–1982                                             |
| Javier García Paniagua                                | 1981–1982                                             | José López Portillo                                   | 1976–1982                                             |
| Sergio García Ramírez                                 | 1982                                                  | José López Portillo                                   | 1976–1982                                             |
| Arsenio Farell Cubillas                               | 1982–1988                                             | Miguel de la Madrid                                   | 1982–1988                                             |
| Arsenio Farell Cubillas                               | 1988–1994                                             | Carlos Salinas de Gortari                             | 1988–1994                                             |
| Manuel Gómez Peralta                                  | 1994                                                  | Carlos Salinas de Gortari                             | 1988–1994                                             |
| Santiago Oñate Laborde                                | 1994–1995                                             | Ernesto Zedillo                                       | 1994–2000                                             |
| Javier Bonilla                                        | 1995–1998                                             | Ernesto Zedillo                                       | 1994–2000                                             |
| José Antonio González Fernández                       | 1998–1999                                             | Ernesto Zedillo                                       | 1994–2000                                             |
| Mariano Palacios Alcocer                              | 1999–2000                                             | Ernesto Zedillo                                       | 1994–2000                                             |
| Carlos Abascal                                        | 2000–2005                                             | Vicente Fox                                           | 2000–2006                                             |
| Francisco Javier Salazar                              | 2005–2006                                             | Vicente Fox                                           | 2000–2006                                             |
| Javier Lozano Alarcón                                 | 2006–2011                                             | Felipe Calderón Hinojosa                              | 2006–2012                                             |
| Rosalinda Vélez Juárez                                | 2011–2012                                             | Felipe Calderón Hinojosa                              | 2006–2012                                             |
| Alfonso Navarrete Prida                               | 2012–2018                                             | Enrique Peña Nieto                                    | 2012–2018                                             |
| Roberto Campa Cifrián                                 | 2018                                                  | Enrique Peña Nieto                                    | 2012–2018                                             |
| Luisa María Alcalde                                   | 2018–                                                 | Andrés Manuel López Obrador                           | 2018–                                                 |